# Frida Orupabo
Frida Orupabo (* 1986 in Sarpsborg) ist eine norwegisch-nigerianische Künstlerin, die sich mit der Ausbeutung und Sexualisierung schwarzer Körper und der kolonialen Sichtweise auseinandersetzt. Für ihre Collagen und Werke benutzt sie vor allem historisches Material aus der Kolonialzeit. Sie lebt und arbeitet in Oslo, Norwegen.

## Leben und Werk
Frida Orupabo wuchs in Sarpsborg in Südostnorwegen auf. Ihr Vater stammt aus Nigeria, ihre Mutter ist weiße Norwegerin. Als das Kind drei Jahre alt war, verließ der Vater die Familie und ging zurück nach Afrika. Sie wuchs gemeinsam mit ihrer Schwester in einer weißen Mehrheitsgesellschaft auf, in der sie aufgrund ihrer dunklen Hautfarbe häufig infrage gestellt wurde, sodass sie sich auf die Suche nach Bildern machte, die ihre eigene Wirklichkeit besser spiegeln konnten. Zunächst absolvierte Orupabo ein Studium der Soziologie. Danach arbeitete sie als Sozialarbeiterin in Oslo mit Sexarbeiterinnen und Opfern von Zwangsprostitution, bevor sie sich der Kunst zuwendete. Seit 2013 sammelt Orupabo historische Fotografien, Videoclips und Texte und macht sie in ihrem Instagram-Feed @nemiepeba öffentlich.
Grundlage ihrer Collagen ist meist historisches Material, das Kolonialgeschichte und Sklaverei, Rassismus und Sexismus dokumentiert. Frida Orupabo verdeutlicht besonders den kolonialen Blick auf schwarze versklavte Frauen. Sie zerschneidet die Fotos in Einzelteile und ordnet diese neu an. Durch die Collagetechnik erkennt man die Sicht der Kolonialherrscher auf schwarze Frauen, die wie namenlose, stereotype Objekte, wie „gequälte, weggeworfene Puppen“ wirken. Zerstückelte Collagen, verrenkte Gliedmaßen, nicht zusammenpassende Einzelteile weisen auf die geschundenen Körper und auf durch die Kolonisierung zerstörten Identitäten schwarzer Menschen hin. Orupabos Collagen werden oft als dadaistisch und absurd beschrieben, da ihre bildhaften Fragmente die gewaltsame Geschichte und die andauernde sexualisierte und rassistische Gewalt gegen schwarze Körper thematisieren.
Der afro-amerikanische Künstler und Filmemacher Arthur Jafa stellte Frida Orupabo 2017 seine Serpentine Galleries in London für eine Einzelausstellung zur Verfügung. Er hatte Orupabos digitale Collagen ursprünglich auf ihrem Instagram-Konto entdeckt und war von ihrer künstlerischen Umsetzung der Erfahrungen Schwarzer Menschen fasziniert. Er erkennt in ihrer Arbeit ein künstlerisch umgesetztes Konzept von „blackness“ („Schwarze Kunst“).
Orupabo setzt sich auch in ihren Rauminstallationen intensiv mit den Themen Gewalt und Überwachung auseinander, wie etwa in ihrer Installation Grandma’s House, die ein verdecktes Gesicht einer Schwarzen Frau hinter einem grünen Vorhang zeigt, der an Nachtsichtgeräte erinnert.
Orupabo selbst sagte in einem Interview über ihre Arbeit:

„Ich interessiere mich dafür, wie wir Phänome wahrnehmen wie Rasse, Sexualität, Geschlecht, Familie und Mutterschaft. Wie verstehen wir diese Konzepte, wie sprechen wir darüber und welchen Einfluss haben diese Sichtweisen auf uns? Wie wird (oder wurde) zum Beispiel der schwarze Körper wahrgenommen und welche Auswirkungen hat das? Wie können wir negative Sicht- und Denkweisen in Frage stellen? Wie kann ich das in meinem eigenen Leben und in meiner Arbeit herausfordern?“

Über die Wut und Gewalt, die sich in ihrer Kunst ausdrückt, sagte Orupabo, sie habe lange Zeit das Gefühl der Sprachlosigkeit gehabt; ihre Wut betrachtet sie als eine Form des Widerstands, ein Signal dafür, dass etwas falsch ist, auch wenn man schweigt.

## Ausstellungen (Auswahl)
- 2025: Spectrum, Internationaler Preis für Fotografie, Sprengel Museum Hannover[2]
- 2021: Deichtorhallen in Hamburg[11]
- 2021: Kunsthall Trondheim, Trondheim[12]
- 2021: 34. Biennale in Sao Paulo, Brazil[13]
- 2020: 12 Self Portraits, Gavin Brown’s Enterprise, Rome, Italy[14]
- 2020: Stevenson Gallery, Johannesburg, South Africa[15]
- 2020: KOENIG2 by_robbygreif, Christine König Galerie, Wien, Österreich[16]
- 2020: Hier und Jetzt, Museum Ludwig[17]
- 2019: May You Live in Interesting Times, Biennale in Venedig[18]
- 2019: A house is a house, Galerie Nordenhake, Berlin, Germany[3]
- 2019: the mouth and the truth, Portikus, Frankfurt, Germany[19]
- 2019: Medicine for a Nightmare, Kunstnernes Hus, Oslo, Norway[20]
- 2018: Two-Thirds Pleasure, Galerie Nordenhake, Stockholm, Sweden[21]
- 2018: Cables to Rage, Gavin Brown’s Enterprise, New York, United States of America[22]

## Auszeichnungen und Preise
- 2025: Spectrum-Fotopreis[2]
- 2020: Shortlist Future Generation Art Prize[23]